# Liste des œuvres d'Henryk Górecki

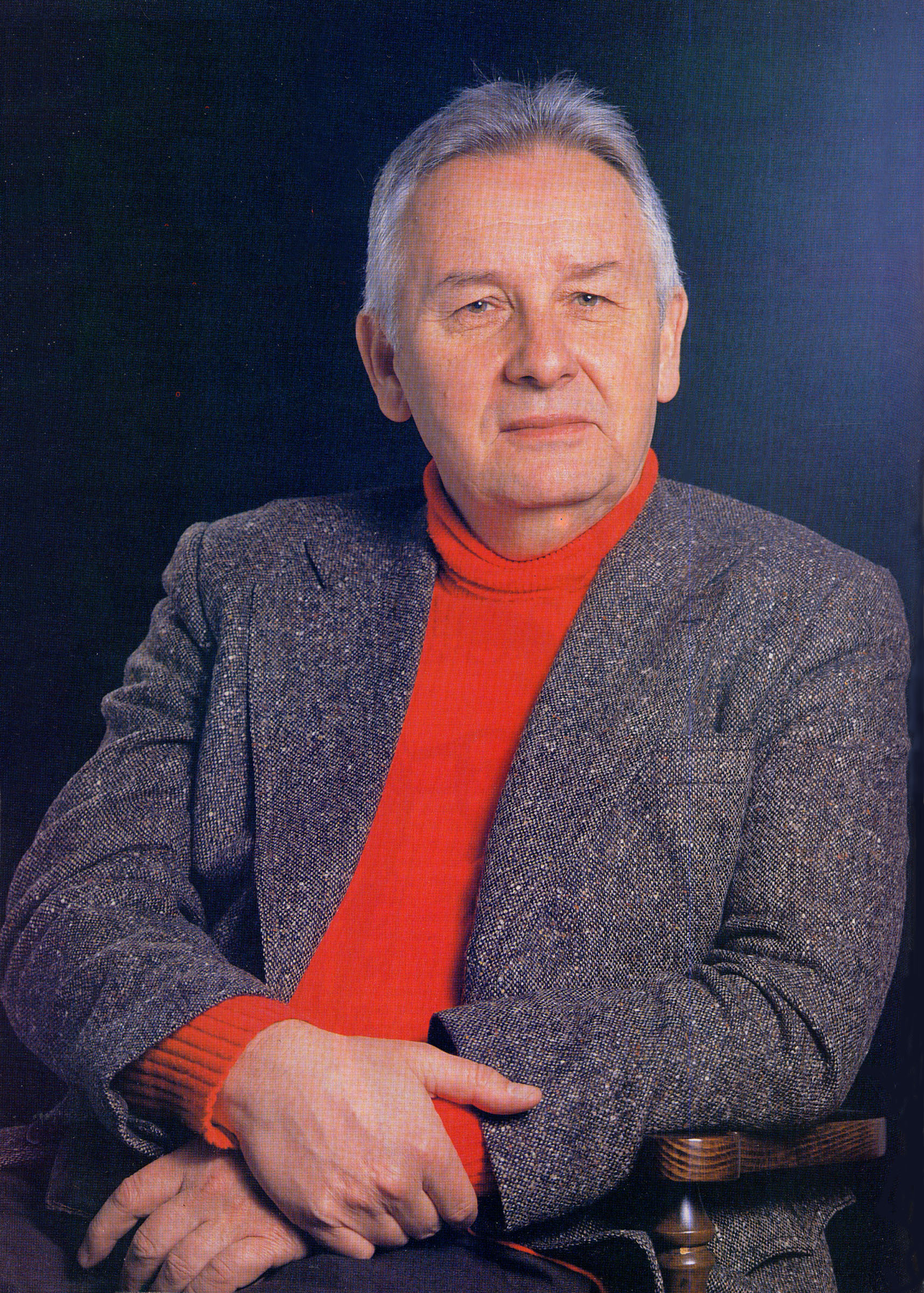
Henryk Górecki

Cet article dresse la liste des œuvres du compositeur polonais Henryk Górecki (1933-2010).

## Liste
| Opus    | Titre                                                   | Instrumentation                                                              | Année                |
| ------- | ------------------------------------------------------- | ---------------------------------------------------------------------------- | -------------------- |
| 1       | Quatre Préludes                                         | Piano                                                                        | 1955                 |
| 2       | Sept Postludes                                          | Violoncelle et piano                                                         | 1955/56              |
| 3       | Onze Swingludes                                         | Clarinette, violoncelle et piano                                             | 1956                 |
| 4       | Variations                                              | Violon et piano                                                              |                      |
| 5       | Quartettino                                             | 2 flûtes, hautbois, violon                                                   | 1956                 |
| 6       | Sonate no 1                                             | Piano                                                                        | 1956                 |
| 7       | Chants sur la joie et le rythme                         | 2 pianos et orchestre de chambre                                             | 1959-1960            |
| 8       | Sonatina in One Movement                                | Violon et piano                                                              |                      |
| 9       | Lullaby                                                 | Piano                                                                        | 1956, révisé en 1980 |
| 10      | Sonate pour deux violons                                | 2 violons                                                                    | 1957                 |
| 11      | Concert cinq instruments et un quatuor d'archets        | 5 instruments et un quatuor d'archets                                        | 1957                 |
| 12      | Epitafium                                               | Chœur mixte et un ensemble instrumental                                      | 1958                 |
| 13      | Cinq Pièces                                             | 2 pianos                                                                     | 1959                 |
| 14      | Symphonie no 1 « 1959 »                                 | Orchestre d’archets et percussion                                            | 1959                 |
| 15      | Trois Diagrammes                                        | Flûte seule                                                                  | 1959                 |
| 16      | Monologhi                                               | Soprano et trois ensembles instrumentaux                                     | 1960                 |
| 17      | Scontri                                                 | Orchestre                                                                    | 1960                 |
| 18      | Diagramme IV                                            | Flûte seule                                                                  | 1961                 |
| 19 no 1 | Genesis I - Elementi                                    |                                                                              | 1962                 |
| 19 no 2 | Genesis II - Canti strumentali                          |                                                                              | 1962                 |
| 19 no 3 | Genesis III - Monodramma                                |                                                                              | 1963                 |
|         | Trois Pièces dans le style ancien                       | Orchestre d’archets                                                          | 1963                 |
| 20      | Choros I                                                | Per strumenti ad arco                                                        | 1964                 |
| 21      | Refrain                                                 | Orchestre                                                                    | 1965                 |
| 22      | La Musiquette                                           | 2 trompettes et guitare                                                      | 1967                 |
| 23      | La Musiquette II                                        | 4 trompettes, 4 trombones, 2 pianos et percussion                            | 1967                 |
| 24      | Musique ancienne polonaise                              | Instrument à air et archets                                                  | 1967-1969            |
| 25      | La Musiquette III                                       | Alto                                                                         | 1967                 |
| 26      | Cantate                                                 | Orgue                                                                        | 1968                 |
| 27      | Canticum graduum                                        | Orchestre                                                                    | 1969                 |
| 28      | La Musiquette « concert de trombone »                   | Clarinette, trombone, violoncelle et piano                                   | 1970                 |
| 29      | Ad matrem                                               | Soprano solo, chœur mixte et orchestre                                       | 1971                 |
| 30      | Deux chants sacrés                                      | Baryton solo et orchestre                                                    | 1971                 |
| 31      | Symphonie no 2 « Copernicienne »                        | Soprano et baryton solo, chœur mixte et orchestre                            | 1972                 |
| 32      | Euntes ibant et flebant                                 | Chœur mixte a cappella                                                       | 1972-1973            |
| 33      | Two Little Songs of Tuwim                               | Chœur mixte a cappella                                                       | 1972                 |
| 34      | Three Dances                                            | Orchestre                                                                    | 1973                 |
| 35      | Amen                                                    | Chœur mixte a cappella                                                       | 1975                 |
| 36      | Symphonie no 3 « Symphonie des chants plaintifs »       | Soprano solo et orchestre                                                    | 1976                 |
| 37      | Three little pieces                                     | violon, piano                                                                | 1977                 |
| 38      | Beatus vir                                              | Psaume baryton solo, chœur mixte et grand orchestre                          | 1979                 |
| 39      | Szeroka Woda Broad Waters                               | Chœur mixte a cappella                                                       | 1979                 |
| 40      | Concerto pour clavecin                                  | Clavecin ou piano et orchestre à cordes                                      | 1980                 |
| 41      | Mazurkas                                                | Piano                                                                        |                      |
| 42      | Two Songs                                               |                                                                              |                      |
| 43      | Chants bénis de framboise                               | Voix et piano                                                                | 1980                 |
| 44      | Miserere                                                | Chœur mixte a cappella                                                       | 1981, révisé en 1987 |
| 45      | "Wieczór ciemny się uniża"                              | Chœur mixte a cappella                                                       | 1981                 |
| 46      | My Vistula, grey Vistula                                | Chorus a cappella                                                            | 1981                 |
| 47      | Lullabies and Dances                                    | Violon et piano                                                              | 1982                 |
| 48      | Chants pour la poésie de Juliusz Slowacki               | Voix et piano                                                                | 1983                 |
| 50      | "Ach, mój wianku lewandowy                              | Chœur mixte a cappella                                                       |                      |
| 51      | "Idzie chmura, pada deszcz"                             | Chœur mixte a cappella                                                       |                      |
| 52      | Sundry Pieces                                           | Piano                                                                        | 1956–1961            |
| 53      | Recitativa i ariosa « Lerchenmusik »                    | Clarinette, violoncelle et piano                                             | 1984-1985            |
| 54      | Chants marials                                          | 5 chants chœur mixte a cappella                                              | 1985                 |
| 55      | O domina nostra Méditation sur Notre Dame de Jasna Góra | Soprano solo et orgue                                                        | 1982-1985            |
| 56      | Sous ta défense                                         | Chant marial chœur mixte de 8 voix a cappella                                | 1985                 |
| 57      | Les cloches sonnent Angelus Domini                      | Chœur mixte a cappella                                                       | 1986                 |
| 58      | Pour toi, Anne-Lill                                     | Flûte et piano                                                               | 1986                 |
| 59      | Aria                                                    | Tuba, piano, tam-tam et grosse caisse                                        | 1987                 |
| 60      | Totus tuus                                              | chœur mixte a cappella                                                       | 1987                 |
| 61      | Przybądź Duchu Święty « Viens Esprit-Saint »            |                                                                              | 1988                 |
| 62      | Premier quatuor à cordes « La nuit tombe »              |                                                                              | 1988                 |
| 63      | Bonne nuit                                              | Soprano, flûte alto, 3 tam-tams et piano                                     | 1988-1990            |
|         | Intermezzo                                              | Piano                                                                        | 1990                 |
| 64      | Deuxième quatuor à cordes, « Quasi una fantasia »       |                                                                              | 1990-1991            |
| 65      | Concerto-Cantata                                        | Flûte seule et orchestre                                                     | 1991-1992            |
| 66      | Kleines Requiem für eine Polka                          | Petit requiem une polka piano et 13 instruments                              | 1993                 |
| 67      | Troisième Quatuor à cordes «... songs are sung »        |                                                                              | 1995                 |
| 68      | Piece for string quartet                                |                                                                              | 1993                 |
| 69      | Trois pièces pour textes de Stanislaw Wyspianski        | Voix et piano                                                                | 1996                 |
| 70      | Valentine piece                                         | Flûte et cloche                                                              | 1996                 |
| 71      | Sanctus Adalbertus, oratorio.                           | Soprano, baryton, chœur mixte et orchestre.                                  | 1997                 |
| 72      | Salve sidus Polonorum. Cantate sur saint Adalbert       | Grand chœur mixte, deux pianos, orgue et ensemble d’instruments à percussion | 1997-2000            |
| 73      | Little Fantasia                                         | Violon et piano                                                              | 1997                 |
| 75      | Five Kurpian Songs                                      | 5 chants de la région de Kurpie chœur a cappella                             | 1999                 |
| 76      | Lobgesang                                               | Chœur mixte et cloches d’orchestre                                           | 2000                 |
| 77      | "Niech Nam Żyją i Śpiewają"                             | Chœur mixte a cappella                                                       | 2000                 |
| 78      | Quasi una fantasia                                      | Version orchestre à cordes de l'opus 64                                      | 2002                 |
| 79      | Dla Jasiunia                                            | Violon et piano                                                              | 2003                 |
| 81      | The Song of Rodziny Katynskie                           | Chœur mixte a cappella                                                       | 2004                 |
| 84      | Church Songs                                            | Chœur mixte a cappella                                                       | 2000-2010            |
| 85      | Symphonie no 4 « Tansman Episodes »                     |                                                                              | 2006-2009            |